# Akt odnowienia Państwa Ukraińskiego

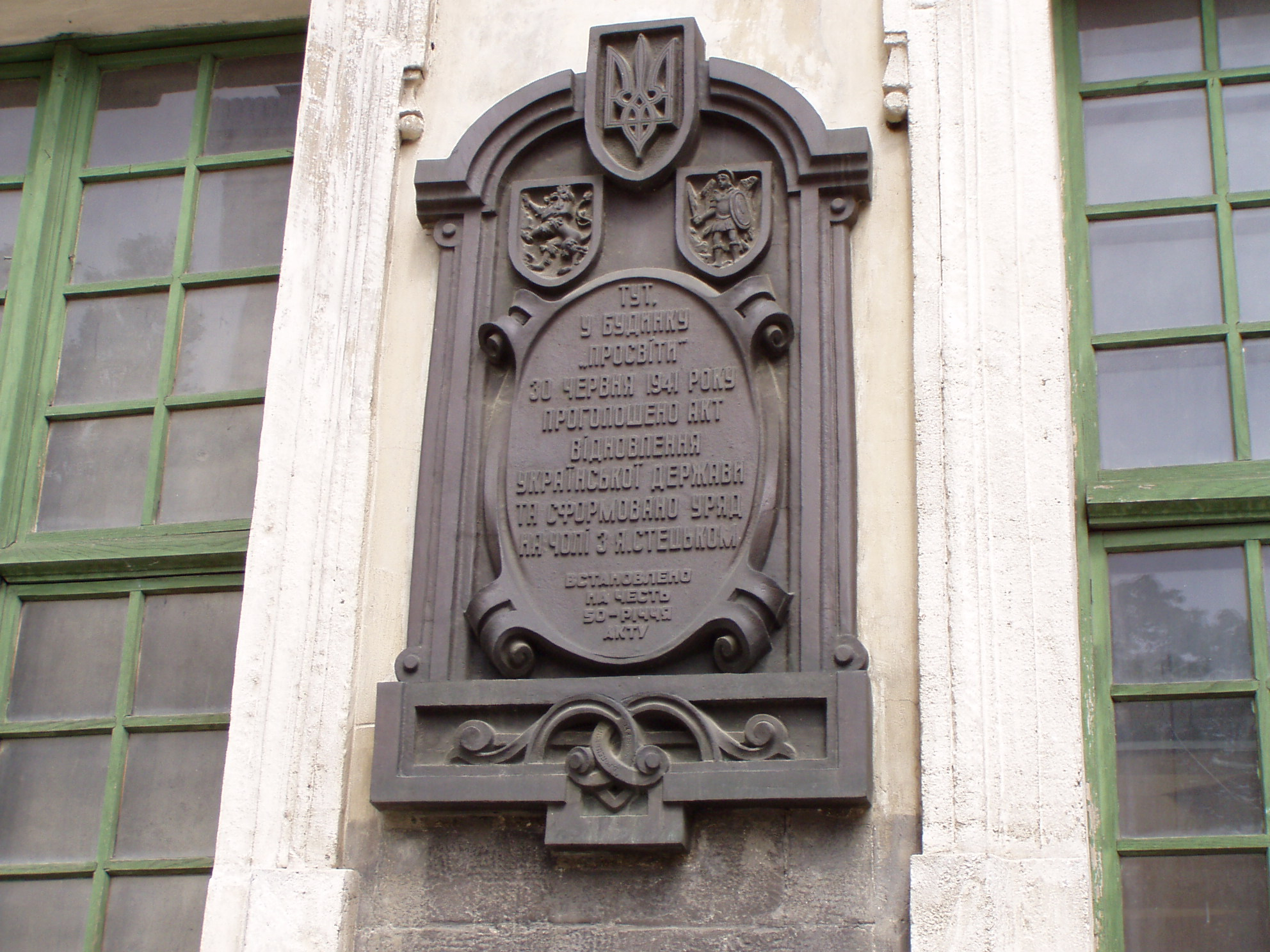
Tablica upamiętniająca ogłoszenie Aktu

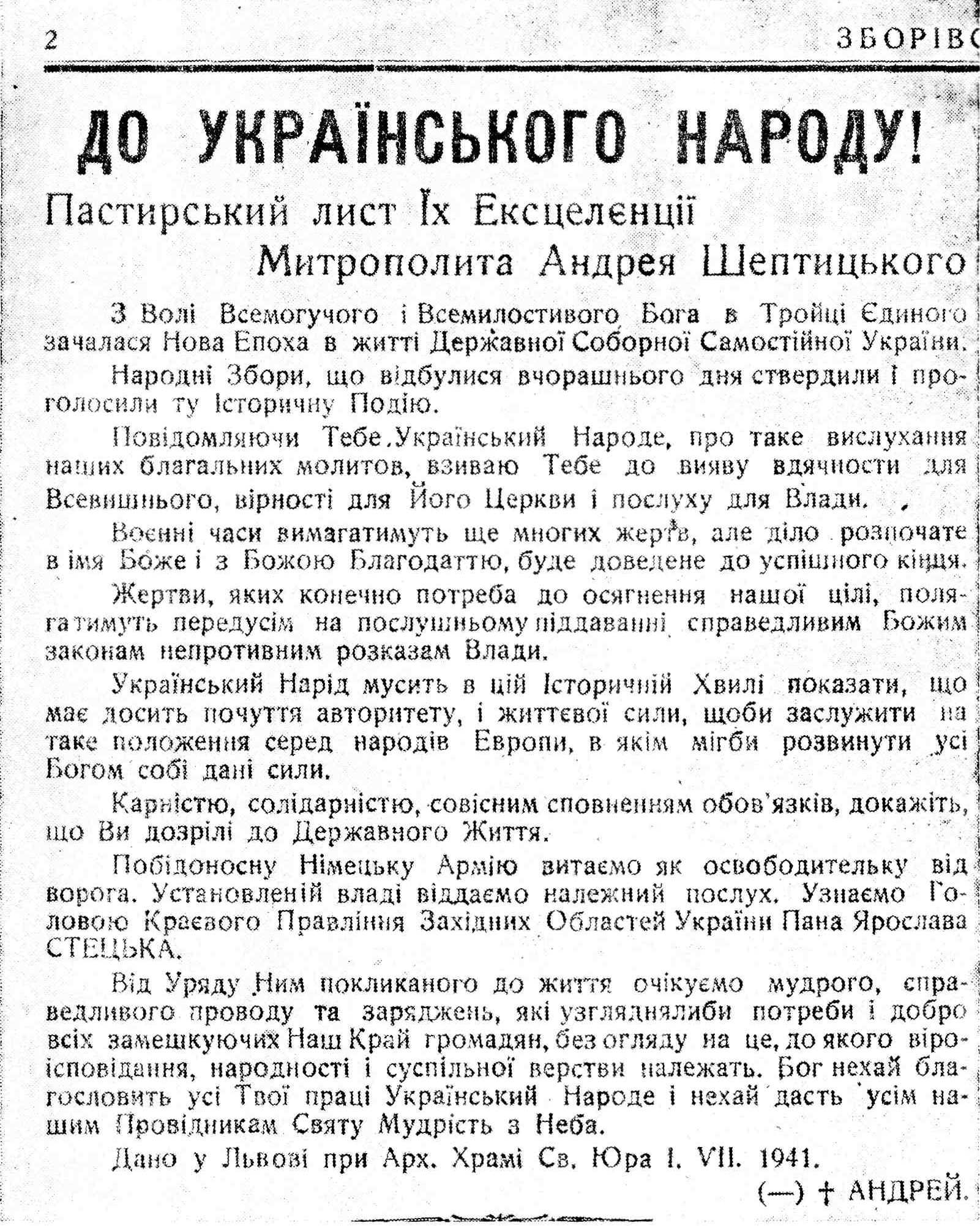
List pasterski abp. Andrzeja Szeptyckiego z 1 VII 1941.

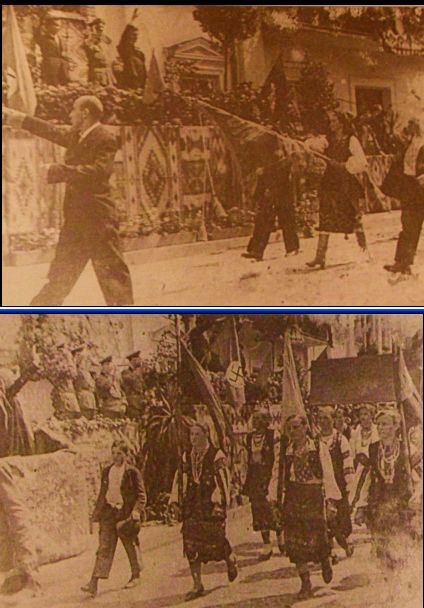
Uroczystości uświetniające ogłoszenie Aktu odnowienia Państwa Ukraińskiego w. Oficerowie Wehrmachtu i działacze OUN-B w otoczeniu flag OUN i swastyk. Przechodzący aktywiści OUN pozdrawiają ich pozdrowieniem OUN

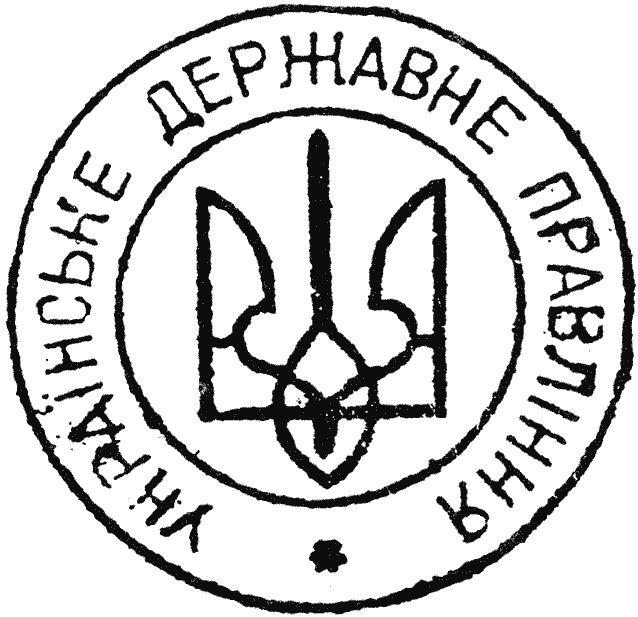
Pieczęć rządu

Akt odnowienia Państwa Ukraińskiego (ukr. Акт відновлення Української Держави) – akt niepodległości Ukrainy ogłoszony 30 czerwca 1941 przez Jarosława Stećko w pałacu Lubomirskich przy Rynku we Lwowie w obecności około 60 nacjonalistów ukraińskich.

## Historia
30 czerwca o godzinie 4:30 nad ranem, jako pierwsza zwarta jednostka (wcześniej, o 2:30 weszły niemieckie patrole) wkroczył do Lwowa batalion „Nachtigall”, zajmując bez oporu sowieckiego ratusz, Sobór św. Jura i lwowskie więzienia. O 6:30 delegacja żołnierzy batalionu została przyjęta przez metropolitę Andrija Szeptyckiego. Rano dotarli działacze OUN-B z Krakowa: Jarosław Stećko, Lew Rebet, Jarosław Staruch, Iwan Rawłyk, Stepan Łenkawski, Dmytro Jaciw, Jewhen Wreciona, obejmując władzę w mieście. Staruch i Rebet zajęli z żołnierzami Nachtigall lwowską radiostację, Rawłyk i Wreciona zorganizowali ukraińską milicję, Stećko i ks. Iwan Hrynioch uzyskali od metropolity Szeptyckiego (wprowadzając go w błąd, że reprezentują wszystkie ukraińskie ugrupowania polityczne) aprobatę na utworzenie rządu i ogłoszenie niepodległości.
O 20:00 rozpoczęło się plenarne posiedzenie. Na początku przemówił Stećko, przekazując pozdrowienia od Stepana Bandery i wzywając do oddania czci poległym. Następnie odczytał Akt odnowienia Państwa Ukraińskiego. Akt ten ogłaszał utworzenie przez OUN-B „z woli narodu ukraińskiego” państwa ukraińskiego, zapowiadał tworzenie tymczasowej władzy na ziemiach zachodnioukraińskich, która podporządkuje się przyszłemu rządowi w Kijowie. Zapowiadał także ścisłą współpracę, w tym militarną, tworzonego państwa z III Rzeszą oraz wzywał naród ukraiński do walki z ZSRR.
Następnie ks. Hrynioch, jako duszpasterz batalionu „Nachtigall”, przekazał pozdrowienia od komendanta batalionu Romana Szuchewycza i żołnierzy batalionu. Po nim przemówił delegat Krajowego prowidu OUN, podkreślając wkład OUN w odzyskanie niepodległości. Odczytano pierwszy dekret Bandery o utworzeniu rządu Stećki na Zachodniej Ukrainie, do czasu powołania centralnego rządu w Kijowie. Następnie biskup Josyf Slipyj pozdrowił zebranych w imieniu metropolity Szeptyckiego. Przybyły pod koniec prof. Hans Koch pozdrowił zebranych w imieniu armii niemieckiej. Na zakończenie odśpiewano hymn ukraiński.
Po zebraniu ogłoszono w radio dekret o utworzeniu Krajowego Rządu Zachodnich Obwodów Ukrainy. Akt odczytał student Julijan Sawićkyj. Akt ten proklamował, ku zaskoczeniu Niemców, że naród ukraiński jest prawnym gospodarzem na swojej ziemi.

## Działania
Zaraz po ogłoszeniu Aktu rozpoczęto formowanie rządu z premierem Jarosławem Stećko, z siedzibą we Lwowie.
Skierowano też na wschodnią Ukrainę działaczy OUN-B, podzielonych na 3 grupy marszowe, które obejmowały władzę, tworząc po drodze ukraińską administrację i ośrodki OUN. Grzegorz Motyka szacuje ich skład na 750–1200 osób, uznając przez literaturę liczby 5–7 tys. osób za zawyżone.

## Fałszowanie tekstu deklaracji
Gdy OUN-B przeszła na pozycje antyniemieckie, pronazistowskie deklaracje Aktu 30 czerwca stały się dla niej niewygodne. W następnych latach publikowano ocenzurowany tekst deklaracji, w którym omijano zapewnienia o lojalności wobec Adolfa Hitlera i III Rzeszy. Ocenzurowany tekst deklaracji publikował także związany z OUN historyk Wołodymyr Kosyk. Emigracyjni autorzy ukraińscy zaczęli przedstawiać deklarację z 30 czerwca jako akt antyniemiecki.
W opinii Pera Rudlinga:

Przez lata, przekraczając Atlantyk tam i z powrotem, samonapędzająca się nacjonalistyczna mitologia osiągnęła fantastyczne formy. Deklaracja Stećki, otwarcie profaszystowska, prohitlerowska, proniemiecka, przekształciła się nie tylko w akt antynazistowski, ale w pierwsze i najbardziej odważne wyzwanie rzucone Hitlerowi w Europie.